# Ghasar Parpezi

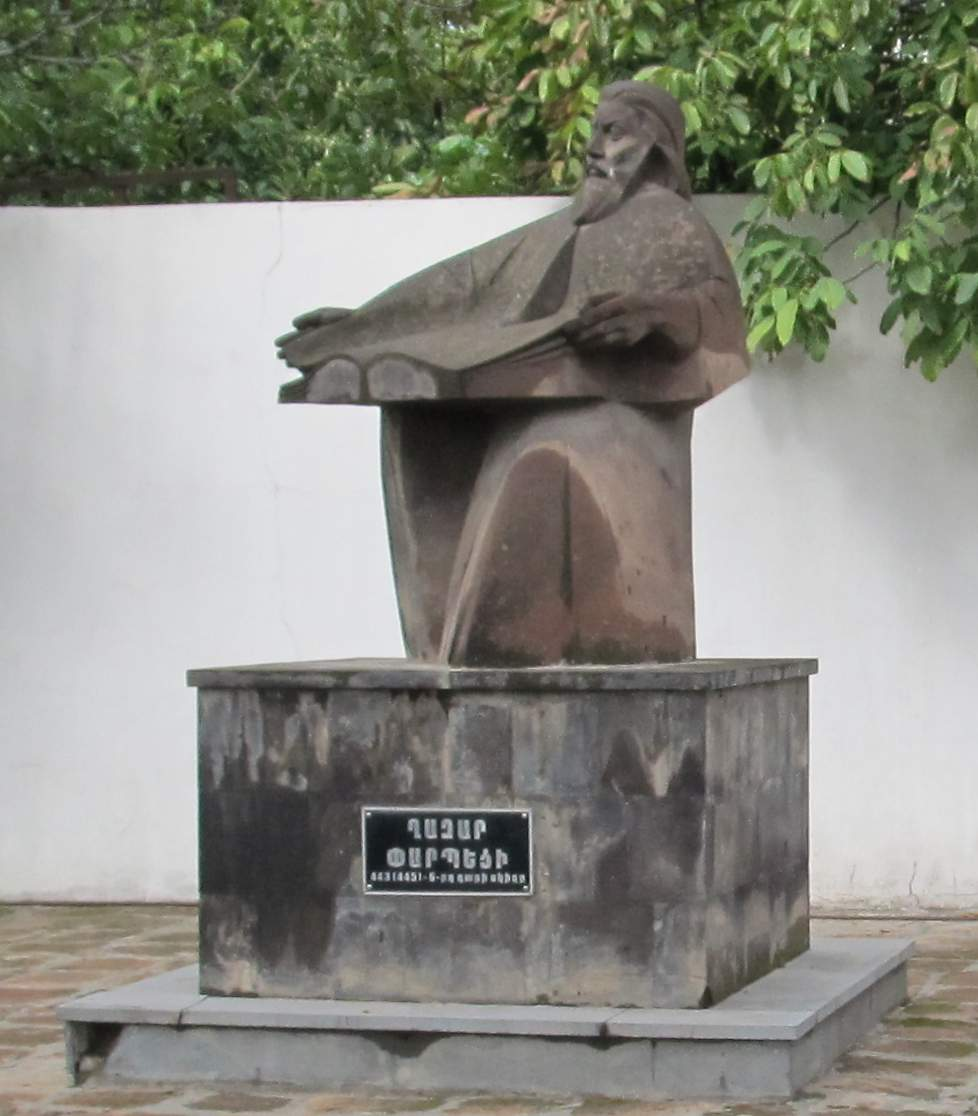
Denkmal für Ghasar Parpezi in Parpi, Armenien

Ghasar Parpezi (armenisch Ղազար Փարպեցի Łazar Pʿarpec̣i, auch Ghazar  Parpetsi; * ca. 442 in Parpi; † Anfang des 6. Jahrhunderts) war ein armenischer Kleriker und Historiker, der eng mit der Familie Mamikonjan verwandt war. Er ist bekannt für seine Geschichte Armeniens, welche die Periode von 384 bis 484 beschreibt.

## Leben
Lazare wurde um 442 im Ort Parpi geboren, in der Nähe der heutigen armenischen Stadt Achtarak. Aufgrund seiner Verwandtschaft mit der Familie Mamikonjan wurde er mit deren Kindern erzogen und entwickelte eine Freundschaft mit Wahan I. Mamikonjan. Es zeigte sich, dass er ein brillanter Schüler war und er wurde 465 nach Konstantinopel gesandt, um dort seine Studien fortzusetzen. Dort hielt er sich bis 470 auf und kehrte dann wieder nach Armenien zurück: zunächst lebte er in Schirak, später in Sjunik (484–486) als Eremit und später als Ortsbischof.
Als 485 Wahan Mamikonjan Marzban von Armenien wurde, ließ er Ghasar zu sich rufen und ernannte ihn zum Abt in Vagharchapat. Dennoch machte er sich auch Feinde und wurde um 490 der Häresie angeklagt und floh nach Amida, wo er seinen Brief an Wahan Mamikonjan verfasste. Dieser Text lässt Rückschlüsse auf den Charakter von Ghasar zu, der sich als „hochmütiger und rachsüchtiger Verteidiger der Privilegien der Mönche präsentiert, durchdrungen von seiner intellektuellen Überlegenheit und in Feindschaft zu den säkularen Klerikern“, jedoch zugleich „ein Genießer, ein Liebhaber guten Essens und der Jagd und des Fischens“.
Wahan war überzeugt von seiner Unschuld und berief ihn 493 zurück. Er übertrug ihm die Aufgabe, das Werk zu verfassen, welches als Geschichte Armeniens bekannt ist. Darin bewies er „einen bemerkenswerten Sinn für Politik“ («un sens politique remarquable»). Ghasar starb an einem unbekannten Datum Anfang des sechsten Jahrhunderts. Die Überlieferung sagt, dass er in der Nähe der Ruinen einer Kirche in der Schlucht von Parpi bestattet ist.

## Werk
Ghasar ist bekannt für zwei Werke:
- Brief an Wahan Mamikonjan, der um 490 für Wahan Mamikonjan geschrieben wurde und in dem er sich gegen den Vorwurf der Häresie verteidigt. Diese erste geschichtliche Autobiographie in Armenisch[2] ist voll von Informationen über die armenische Kirche des 5. Jahrhunderts.[3]
- Geschichte Armeniens, geschrieben 493.[8] Der erste Teil umfasst die Herrschaft von Arschak II. bis Vramschahpuh (Վռամշապուհ), der zweite befasst sich mit der Schlacht von Avarayr (451) und der dritte Teil ist der Zeit gewidmet nach der Schlacht. Er endet mit dem Vertrag von Nevarsak (484), wodurch Armenien seine Autonomie wiedererlangte.[9] Seine Hauptquellen sind Agathangelos, Koriun (Կորյուն) und Faustus von Byzanz sowie teilweise wohl Eusebius von Caesarea.[10]